# Servio
Servio  è un nome proprio di persona italiano maschile.

## Varianti
- Alterati: Servolo[3]
- Femminili: Servia[2][3]

### Varianti in altre lingue
- Catalano: Servi[4]
- Latino: Servius[1][3][4]
  - Alterati: Servulus[3]
- Polacco: Serwiusz
- Portoghese: Sérvio
- Spagnolo: Servio[4]

## Origine e diffusione

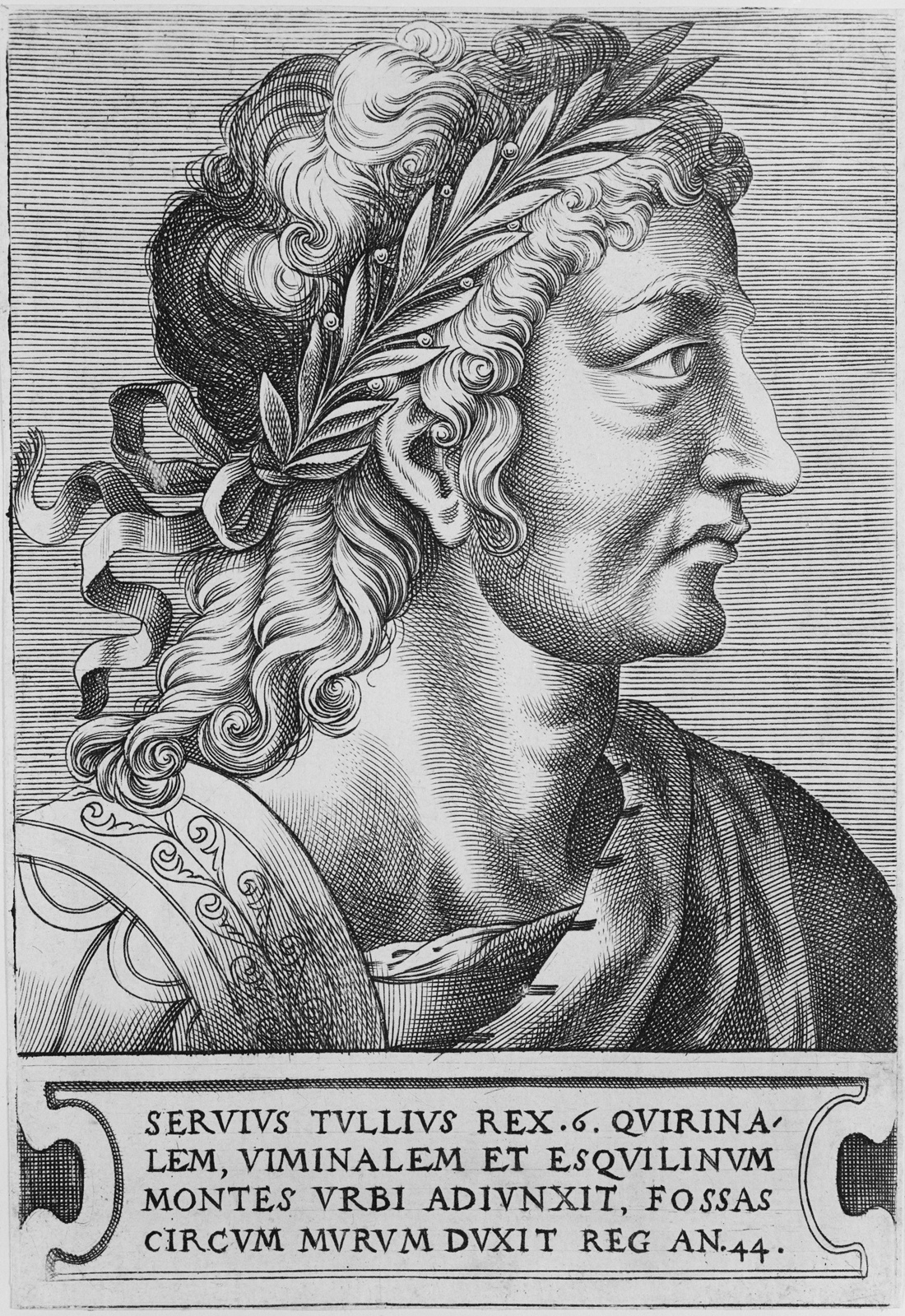
Servio Tullio in un'illustrazione di Frans Huys

Deriva dal praenomen romano Servius, un gentilizio tratto dal latino servus ("servo", "schiavo"), col possibile significato di "nato in servitù". Alternativamente, potrebbe anche significare "colui che osserva", o ancora "conservato [nel ventre della madre]".
Questo nome è noto principalmente per essere stato portato da Servio Tullio, il sesto re di Roma (così chiamato perché sua madre, Ocrisia, era serva alla corte di Tarquinio Prisco).
In Italia è attestato nel Centro-Nord, ma limitatamente a Trieste per la forma "Servolo"; la diffusione generale, comunque, è scarsa.

## Onomastico
L'onomastico ricorre il 2 luglio in memoria di san Servio, monaco a Gafsa, martirizzato con altri suoi confratelli a Cartagine sotto Unerico. 
Con la forma "Servolo" si ricordano inoltre altri tre santi:
- 24 maggio, san Servolo o Servulo, martire a Trieste[6]
- 3 giugno, san Servolo, martire a Roma[7]
- 23 dicembre, san Servolo il Paralitico, mendicante a Roma presso la basilica di San Clemente al Laterano[6][7]

## Persone
- Servio Cornelio Dolabella Petroniano, senatore romano
- Servio Cornelio Maluginense, politico e militare romano
- Servio Cornelio Merenda, politico romano
- Servio Mario Onorato, grammatico e commentatore romano
- Servio Sulpicio Camerino, politico e militare romano
- Servio Sulpicio Camerino Cornuto, politico e militare romano
- Servio Sulpicio Pretestato, politico e militare romano
- Servio Sulpicio Rufo, oratore e giureconsulto romano
- Servio Sulpicio Rufo, politico e militare romano
- Servio Tullio, re di Roma